# Bi (jade)

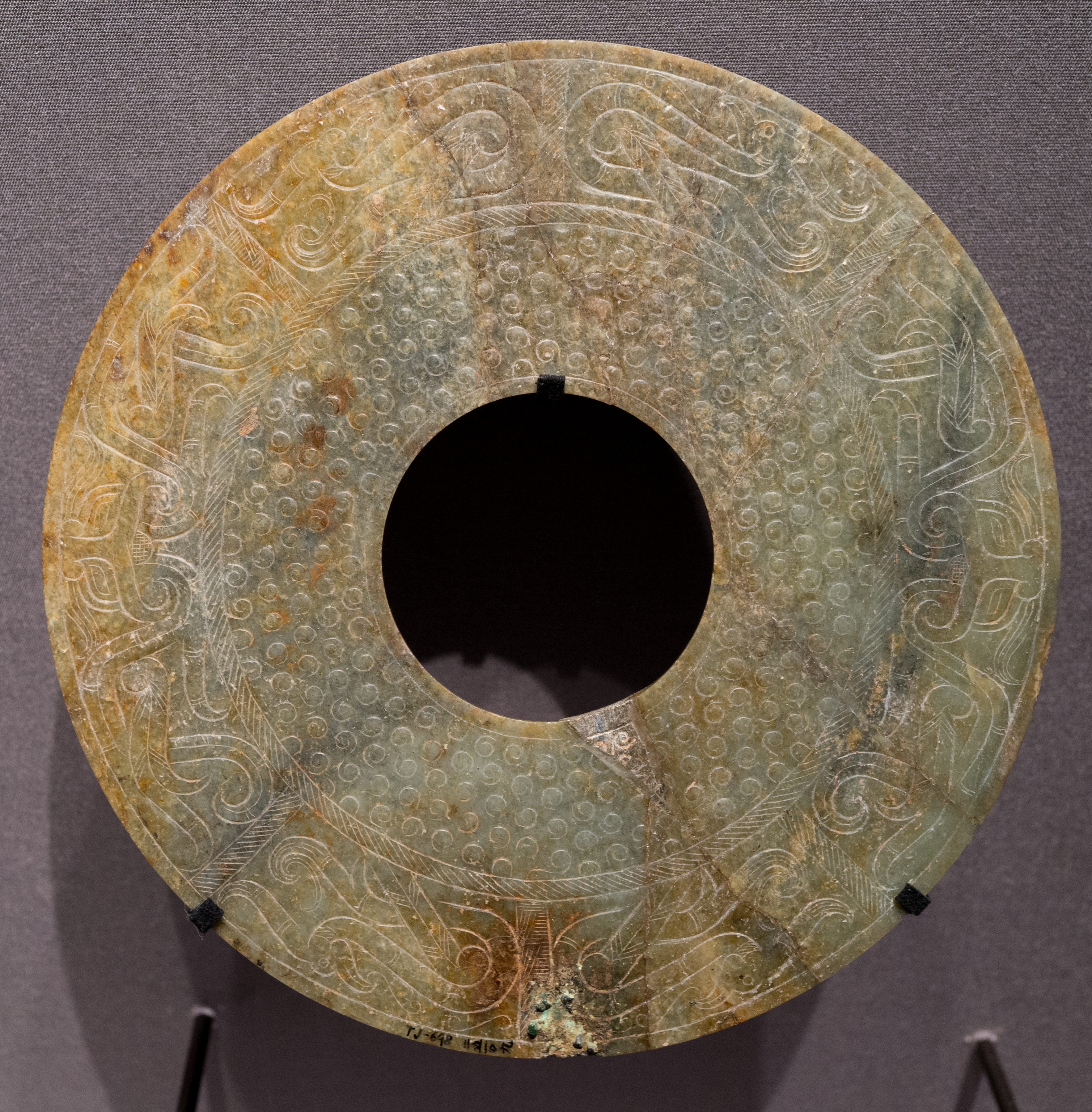
Bi da dinastia Ham oriental, com desenhos de dragões

O bi é um tipo de artefato circular antigo em jade. Os mais antigos bi’s foram produzidos no período neolítico, particularmente na  cultura Liangzhu (3400 - 2250 a.C) Outros exemplos posteriores datam principalmente das dinastias Shang, Zhou e Han. Esses também foram feitos com o antigo vidro chinês, o qual data da época da Dinastia Qing.

## Descrição
Um bi é um disco de jade plano com um orifício circular no centro. Os b do período Neolítico não são decorados, enquanto os de períodos posteriores da China, como a dinastia Zhou, possuem escultura superficial cada vez mais ornamentada (particularmente em um padrão hexagonal) cujos motivos representavam deidades associadas ao céu (as quatro direções), bem como defendiam qualidades e poderes que o usuário queria invocar ou incorporar.
Como objetos laboriosamente trabalhados, eles testemunham a concentração de poder e os recursos nas mãos de uma pequena elite.

## Significado
Tradições posteriores associam o bi ao Paraíso, e Cong (potes de jade) à Terra. Os discos Bi são consistentemente encontrados com o imagens do Céu e imagens semelhantes à Terra, sugerindo que a forma circular do disco também tem significância simbólica, pois esta descrição explica:
o céu e imagens semelhantes à Terra, sugerindo que a forma circular do disco também tem significância simbólica, pois esta descrição explica:
Acredita-se esses objetos testemunhem os primeiros estágios de desenvolvimento de conceitos cosmológicos que foram importantes na cultura chinesa durante o Período dos Estados Combatentes e os períodos Han: a noção de um céu que tudo cobre (gaitiano) girando em torno de um eixo central, o ciclo dos Dez Sóis e o uso de uma forma inicial de esquadro. Esses objetos eram tratados por xamãs,  líderes religiosos da sociedade Liangzhu e os transmissores do conhecimento cosmológico.— 

## Função

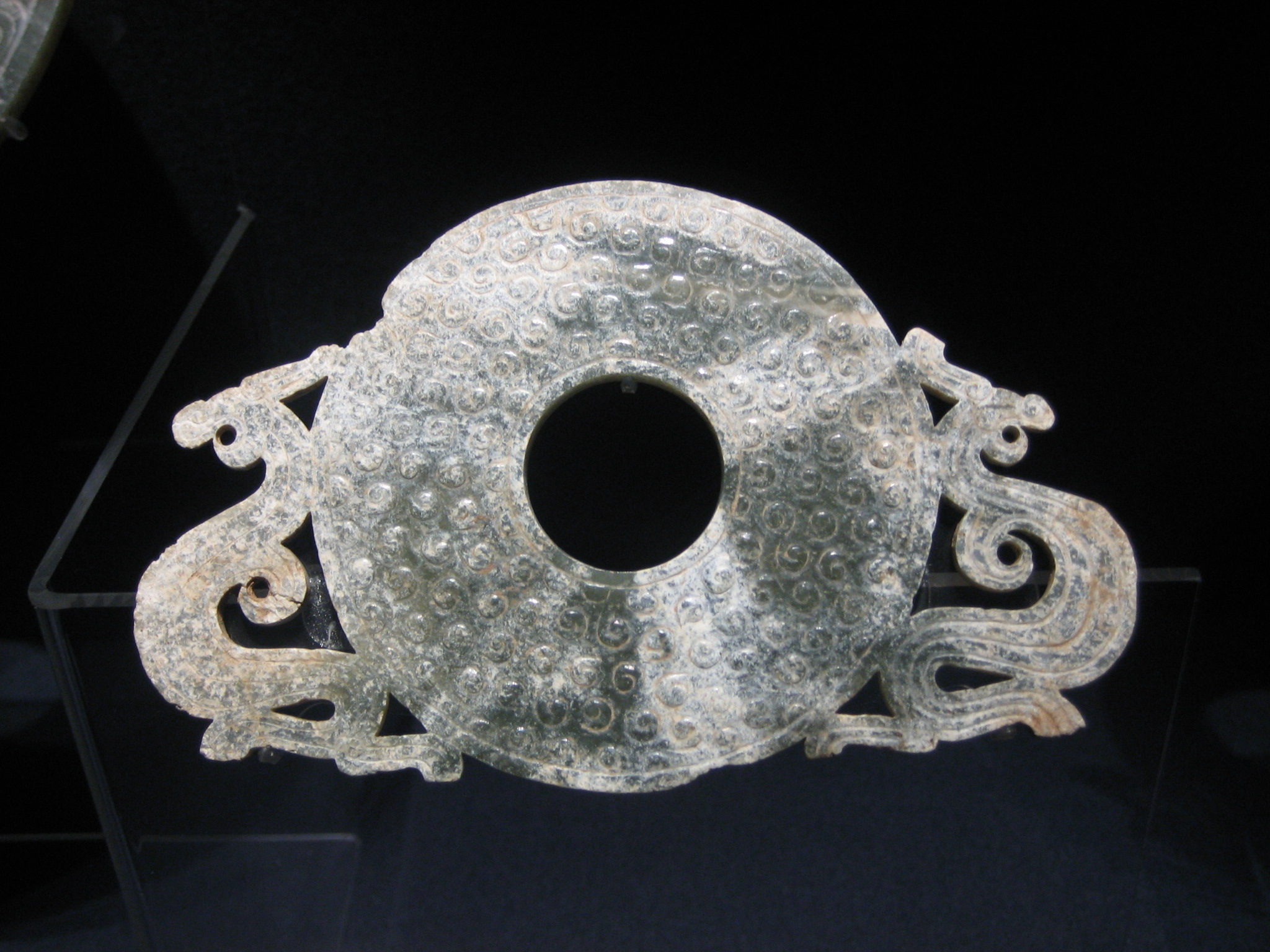
Disco Bi com motivos de dragão dual, Período dos Estados Combatentes

A função original e o significado do bi são desconhecidos, já que as culturas neolíticas não deixaram história escrita. Desde esses tempos mais antigos, eles foram enterrados com os mortos, como um símbolo do paraíso, acompanhando os mortos no mundo após a morte ou "céu", com o ‘’cong’’ que ligava o corpo à terra Eram colocados cerimonialmente sobre corpo no túmulo de pessoas de alto status social. Bi’s às vezes eram encontrados perto do estômago e do peito em enterros neolíticos.
Peças de jade, como os discos Bi, têm sido usadas em toda a história chinesa para indicar um indivíduo de alta qualidade moral e também foi um importante símbolo de classificação social. Foram usados em adoração e cerimônia - como itens cerimoniais que simbolizavam a hierarquia de imperador, rei, duque, marquês, visconde e barão com quatro "kweis" diferentes e dois diferentes discos Bi.
Na guerra durante o período da dinastia Zhou (C. 1046-256 aC), os discos Bi pertencentes aos líderes das forças derrotadas foram entregues ao vencedor como sinal de submissão.

## Influências
O design do reverso das medalhas dadas nos Jogos Olímpicos de 2008 em Pequim, China é baseado em discos Bi.